# The Universe Rigid
The Universe Rigid era un manoscritto a carattere scientifico didattico di H. G. Wells, la stesura dell'opera risale al 1885-1887, l'opera è generalmente considerata come la genesi dell'idea di Wells sui viaggi nel tempo.

## Origine del pensiero scientifico
Nella metà del XIX secolo il termine evoluzione indicava le fasi dello sviluppo embrionale ed era carico di connotazioni finalistiche, la comprensione dell'idea di evoluzione attraverso una selezione in azione nel presente e senza riguardi per il futuro entrò inevitabilmente in rotta di collisione con il tradizionalismo ancora vivo al tempo di Darwin, secondo cui l'evoluzione implicava invece un progetto superiore dovuto a una causa interna o trascendente, riconducibile a un creatore.
Per Wells, come per i suoi contemporanei, il centro del pensiero biologico era diventato la teoria dell'evoluzione, l'abbraccio da parte dei biologi della teoria ha comportato, tra le altre conseguenze, un radicale riorientamento delle concezioni dello spazio e del tempo riaprendo la questione della relazione dell'uomo con il resto della natura e del universo in generale, in parte perché ha reso l'idea di isolamento, considerato a sua volta un concetto spaziale, anacronistico e obsoleto, considerando la terra molto più antica rispetto alle credenze creazionistiche del tempo.
L'evoluzionismo darwiniano portò naturalmente a interrogarsi sul collegamento concettuale delle distanze nello spazio portando a porsi in concomitanza riflessioni sul tempo, tema approfondito dalla geologia che in questo periodo si dedicherà seriamente alla spinosa questione dell'età della Terra. Le stime oscilleranno tra appena centomila fino a diversi miliardi di anni. La teoria di Darwin quindi cercava riscontro nei fattori geologici in correlazione con i fattori biologici, incoraggiando una panoramica visiva della storia naturale della Terra e in scala ridotta all'analoga della storia evolutiva di una specie. L'apertura mentale che richiedeva la nuova teoria, spingeva la coscienza umana alla possibilità di concepire l'intero passato del processo evolutivo, e se utilizzando il processo mentale inverso, si poteva proiettare il corso di quel processo una "distanza" simile o maggiore nel futuro. Per il giovane Wells, l'estensione delle prospettive temporali della teoria evolutiva non sembravano semplicemente possibile, appariva addirittura logica.

## Origine dell'opera
Nel periodo di frequentazione della Debating Society degli studenti, Wells senti parlare dell'idea di una cornice quadridimensionale per una nuova apprensione dei fenomeni fisici, che in seguito portò lo scrittore a redigere un manoscritto, L'universo rigido.
Nell'inverno del 1890-91, dopo essersi laureato, Wells riprese un periodo di piacevole serenità intellettuale in cui la mente poteva permettersi di elaborare un'idea per giorni e giorni, in questo periodo scrisse il saggio The Rediscovery of the Unique che venne stampato da Frank Harris allora editore della rivista Fortnightly Review (luglio 1891).
Il successo ebbe l'effetto di stuzzicare l'appetito per la stampa, portando Wells a sottoporre all'attenzione di Harris, un secondo articolo, L'Universo Rigido, che l'editore spedì immediatamente alle stampanti, leggendone il contenuto soltanto nella stampa di prova. L'opera fu giudicata da Harris incomprensibile, cosa che diede modo a Wells di scartare l'idea della possibile teoria scientifica, rielaborandola sul piano fantascientifico, che l'avrebbe portato nel 1888 alla stesura dell'opera Gli argonauti del tempo e successivamente a uno dei suoi più grandi successi letterari, La Macchina del Tempo.
He caught up a proof beside him and tossed it across the table.
 "Dear Gahd! I can't understand six words of it. What do you mean by it? For Gahd's sake tell me what it is all about? What's the sense of it? What are you trying to say?"

I couldn't stand up to him—and my hat. I couldn't for a moment adopt the tone and style of a bright young man of science. There was my hat tacitly revealing the sort of chap I was. I couldn't find words. Blanchamp and Silk with their chins resting on their hands, turned back from the hat to me, in gloomy silent accusation.

"Tell me what you think it's about?" 
roared Harris, growing more merciless with my embarrassment, and rapping the proof with the back of his considerable hand.
 He was enjoying himself.

"Well, you see——" I said.

"I don't see," said Harris. 
"That's just what I don't do."

"The idea," I said, "the idea——"

Harris became menacingly silent, patiently attentive.

"If you consider time is space like, then—— I mean if you treat it like a fourth dimension like, well then you see...."

"Gahd the way I've been let in!" injected Harris in an aside to Gahd.»
Prese una prova accanto a lui e la gettò sul tavolo.
 "Caro Gahd! Non riesco a capire le sue sei parole ... Che cosa intendi con questo? Per l'amor di Gahd dimmi di cosa si tratta?" Che senso ha? Che cosa stai cercando di dire? "

Non potevo resistere a lui - e al mio cappello. Non potevo per un momento adottare il tono e lo stile di un brillante giovane scienziato. C'era il mio cappello che taceva rivelando il tipo di persona che ero. Non sono riuscito a trovare le parole. Blanchamp e Silk con il mento appoggiato sulle mani, si voltarono dal cappello verso di me, con un'accusa cupa e silenziosa.
"Dimmi cosa pensi che sia?" ruggì Harris, diventando più spietato con il mio imbarazzo, e battendo la prova con la parte posteriore della sua considerevole mano. Si stava divertendo.

"Bene, vedi ..." dissi.

"Non vedo", disse Harris. "È proprio quello che non faccio."

"L'idea," dissi, "l'idea--"

Harris divenne minacciosamente silenzioso, pazientemente attento.

"Se consideri che il tempo sia lo spazio, allora-- Voglio dire se lo tratti come una quarta dimensione come, beh allora vedi ..."

"Gahd come sono stato lasciato entrare!" iniettò Harris in un accenno a Gahd.»
(Experiment in Autobiography, H. G. Wells, 1934)

## Possibili fonti di ispirazione
In un saggio del 1880 di Charles Howard Hinton intitolato Che cosa è la quarta dimensione?, l'autore suggerì che i punti che si muovono nello spazio a tre dimensioni potrebbero essere immaginati come intersezioni successive di una statica disposizione quadridimensionale delle linee passanti attraverso un piano tridimensionale, un'idea che ha anticipato le nozioni di linea oraria (world line) e di quarta dimensione assimilabile al tempo presenti nella teoria della relatività di Albert Einstein, nonostante Hinton non se lo sarebbe aspettato e l'articolo fosse soprattutto incentrato sulle possibilità di una quarta dimensione spaziale. Nello scritto Hinton si occupa dell'idea della quarta dimensione come spazio piuttosto che come tempo. L'argomento mostrato geometricamente propone che un'estensione da un quadrato a un cubo sia essenzialmente lo stesso tipo di estensione che da una linea a un quadrato, Wells lavora da queste idee sulla prima pagina di The Macchina del tempo. Nel 1934 Wells scrisse nella sua autobiografia che mentre studiava per diventare uno scienziato, sentì parlare e impose l'idea di una cornice quadridimensionale per una nuova apprensione dei fenomeni fisici, che successivamente diede una cornice per la sua prima fantasia scientifica. Nella prefazione curata da Wells nell'edizione del 1931, Wells afferma che l'idea sviluppatasi nella Macchina del tempo non è mai stata una sua peculiare idea, il che suggerisce che Wells avesse sentito parlare del lavoro di Hinton sul tempo come una dimensione.
Le prime pagine dell'opera di Wells mostrano chiaramente lo stesso modo di pensare di Hinton. Il protagonista spiega la quarta dimensione in termini di geometria, ma questa è sviluppata in modo che la quarta dimensione sia vista come temporale piuttosto che spaziale. Gli effetti sono gli stessi, come afferma Hinton che "un corpo a quattro dimensioni apparirebbe all'improvviso come un corpo completo e finito, e come all'improvviso scomparirà, non lasciando alcuna traccia di se stesso, nello spazio ...".
Hinton in seguito introdusse un sistema di cubi colorati attraverso lo studio del quale era possibile imparare a visualizzare lo spazio quadridimensionale (Casting out the Self, 1904). Il sistema richiedeva molto esercizio, e in seguito qualcuno sostenne che questi cubi avevano portato più persone brillanti alla follia.
I racconti scientifici di Hinton, compreso Che cosa è la quarta dimensione? e Un mondo piatto, furono pubblicati in una serie di nove opuscoli da Swan Sonnenschein & Co., tra il 1884 e il 1886. Nell'introduzione a Un mondo piatto, Hinton si riferì al recente Flatlandia: Racconto fantastico a più dimensioni di Edwin Abbott Abbott, spiegando che aveva un disegno simile ma un'intenzione differente. Secondo Hinton, Abbot usava le storie come un palcoscenico su cui mettere la sua satira e le sue lezioni, mentre Hinton nel suo lavoro diceva di volere soprattutto ragionare sui fatti concreti. Il mondo di Hinton esisteva più sulla superficie di una sfera che sulla superficie di un piano. Strinse ancor più il suo collegamento ad Abbott scrivendo Un episodio su Flatlandia: o come un semplice quadrato scoprì la terza dimensione, del 1907.

## Riflessioni scientifiche sulla visione cosmica e quella umana
L'opera rappresenta l'intuizione di Wells di qualcosa che ricorda un incipit sul principio di complementarità, la distinzione tra due punti di vista fondamentali, rivolti ai fenomeni, e in particolare verso la naturale percezione umana.
Il primo punto di vista a cui fa riferimento Wells è la prospettiva della visione umana rispetto alle grandezze astronomiche, quello che in seguito definisce l'assoluto punto di vista di percepire le cose a distanza, da questa prospettiva di spazio infinito l'uomo risulta essere infintesimale. Tutto sommato c'è anche un punto di vista da parte del uomo, questa prospettiva riguarda tutto ciò che è presente nell'universo appare in lontananza, poiché visto in relazione all'occhio umano. In entrambi i casi, cosmico o umano, ha le sue insidie. Il pericolo della visione cosmica è un disprezzo per quello che Wells definisce l'unico, l'individualità di tutti i fenomeni, mentre il pericolo della visione umana è il prestarsi troppo facilmente l'errore di concezione secondo cui tutto ciò che è nell'universo è stato creato per l'uomo e per i suoi bisogni, per cui l'uomo si viene a trovare al centro dell'universo e può considerarsi misura di tutte le cose (antropocentrismo).
Riconoscendo che ogni prospettiva può di per sé portare a distorsioni, Wells fa affidamento su entrambi, anche se il principale punto focale dei suoi scritti si spostano gradualmente dalla visione cosmica a quella umana. Nei suoi saggi e racconti prima di La macchina del tempo, e in larga misura nella stessa, il cosmico e il processo evolutivo domina il suo campo visivo, anche se in seguito all'accrescimento letterario di Wells, riparte senza la visione umana, perdendo di vista tuttavia il grande universo in cui l'uomo si trova situato. Il corrispondente a questo cambiamento di messa a fuoco è una visione alterata delle prospettive per la specie umana, con la visione delle leggi della natura che eliminano ciò che l'uomo propone, lasciano spazio a un'idea di evoluzione "artificiale", l'uomo prende coscientemente in carico del suo futuro plasmando il suo ambiente socio culturale, oltre il quale può esercitarne il controllo.
Il concetto prende forma dalla teoria di August Weismann, uno dei più acuti teorici dell'evoluzionismo e dell'ereditarietà. Accolse con entusiasmo le teorie di Charles Darwin, contribuendo alla loro diffusione e alla loro accettazione in Germania, contribuendo in maniera sostanziale con deduzioni personali, avvicinandosi e successivamente diventando la "guida" del movimento "neodarwinista" che negava in maniera categorica la trasmissibilità dei caratteri acquisiti. Un'evoluzione dettata della selezione, la cui azione avviene sulle variazioni individuali ereditarie, tutte esclusivamente di origine interna. L'azione che l'ambiente esercita sul corpo degli organismi, non si ripercuote sulle cellule riproduttive, annullando gli effetti dell'eredità e di conseguenza dell'evoluzione.

## L'universo rigido
Nonostante le notizie frammentarie sull'opera, dovute alla conseguente distruzione da parte dello stesso autore in seguito al rigetto da parte di Harris, dell'ipotesi di Wells sull'universo rigido troviamo traccia nella sua autobiografia del 1934, la sua ipotesi ricorda molto il determinismo di Pierre-Simon de Laplace (1749-1827), A differenza di molti altri grandi matematici Laplace non vedeva la matematica come una disciplina dal valore particolare, ma come uno strumento utile per la ricerca scientifica e per problemi pratici. Laplace sembra aver considerato l'analisi semplicemente come uno strumento per affrontare problemi fisici, sebbene l'abilità con cui aveva inventato l'analisi necessaria a tale scopo sia quasi straordinaria. Fino a quando i suoi risultati erano veri egli non si preoccupava molto di spiegare i passaggi dimostrativi; egli non aveva mai curato l'eleganza o la simmetria nei suoi procedimenti, e per lui era sufficiente riuscire con qualche mezzo a risolvere il problema particolare che stava affrontando.
Credeva fermamente nel determinismo causale, che è ben espresso nella seguente citazione tratta dall'introduzione all'Essai:
(Essai philosophique sur les probabilités, Laplace)
Wells parla di un Diagramma universale da cui tutti i fenomeni sarebbero derivati da un processo di deduzione. La sua idea di universo rigido ipotizza un etere cosmico, uniformemente distribuito nello spazio infinito seguito dallo spostamento di una particella. Wells suggerisce che se esistesse un universo rigido, e fino a ora uniforme, le caratteristiche sequenziali del mondo dipenderebbero interamente dalla velocità di questo spostamento iniziale, diffondendo il movimento verso l'esterno con sempre maggiori complicazioni.
Wells dettaglia un'ipotesi simile nella versione di The Time Machine pubblicata sulla rivista New Review (edita in 5 parti, a seguito del passaggio di Hentley al New Review. Hentley interessato all'opera si rivolge nuovamente a Wells, chiedendogli di revisionare la sua idea sui viaggi nel tempo.) nella quale specifica che un universo visto in questo modo è un apparato inalterabile perfettamente rigido, interamente predestinato, in cui le cose sono sempre le stesse.

### L'universo predestinato e l'unicità umana
Wells conclude la sua teoria affermando che lo stato attuale del sistema naturale è evidentemente il risultato di ciò era nell'istante precedente, e se iporizzassimo un'Intelligenza che in un dato momento abbraccia tutte le relazioni e i rapporti tra gli esseri nell'Universo, essa sarà in grado di determinare in qualsiasi istante del passato o del futuro il loro rispettive posizioni, i loro movimenti e in generale le loro caratteristiche.

L'attribuzione che da Wells alla sua teoria è fondamentale, senza di essa, l'argomento per un universo rigido sembra incompatibile con la posizione che difende in un altro dei suoi primi saggi, The Rediscovery of the Unique, dove afferma la sua tesi:
else»
(The Rediscovery of the Unique, H. G. Wells, 1891)
La frase implica non solo un aspetto di individualità, intesa come il complesso degli elementi di caratteristiche ed esclusiva pertinenza del singolo, in ogni cosa, ma anche l'inafferrabilità delle possibilità in cui l'uomo si determina secondo la propria legge, e quindi della responsabilità e imputabilità di ogni suo volere e azione. Questo concetto di unicità non contrasta con quello di un universo rigido, per Wells queste due idee non si escludono l'una con l'altra perché ognuno vede l'universo da un diverso punto di vista, ognuno rappresenta un diverso centro di percezione.
Dal punto di vista assoluto, ovvero quello cosmico, al di fuori dello spazio e del tempo, sembra come se le leggi naturali fossero interamente e inesorabilmente governate e determinate dal corso del cosmo, ma dal punto di vista umano, il futuro, qualunque esso sia, può essere modellato almeno in parte attraverso l'iniziativa e lo sforzo umano. Più in particolare con le leggi dell'evoluzione le quali non escludono la possibilità di trasformazione.
Il concetto viene ripreso in un'altra opera di Wells, Zoological Regression (settembre 1891) dove introduce lo scritto supponendo che nessuna teoria scientifica è più ampiamente discussa o più generalmente fraintesa tra le persone colte che le opinioni dei biologi riguardo alla storia passata e alle prospettive nella loro mancanza di esperienza, avvalendosi di frasi tecniche e citando erroneamente le autorevolezze intellettuali del settore con uno spirito invincibilmente ottimista, il pubblico istruito è arrivato a modo suo a una resa dei risultati che trova estremamente soddisfacenti, considerando nel passato il grande scorrere della natura si è sviluppato costantemente per rivelare un'armonia sempre più ricca di forme e gradi dell'essere successivamente sempre più alti, e presuppone che questa "evoluzione dell'essere" continuerà ad aumentare la propria velocità fino alla sua estrinsecazione. Questa credenza, efficace, progressiva e gradita come scene di trasformazione in una pantomima, non riceve nessuna conferma del tutto soddisfacente nel registro geologico e negli studi dell'embriologo filogenetico.
Al contrario, è quasi sempre associato al suggerimento di avanzare, nei fenomeni biologici, un'idea opposta che è il suo complemento essenziale. Il tecnicismo che lo esprime, se ripagato in maniera sufficiente nel mondo della cultura, fa molto per riconciliare il naturalista e la sua platea. Il bagliore senza tonalità dell'evoluzione ottimistica sarebbe poi ammorbidito da un'ombra; la monotona reiterazione di Excelsior! da parte di persone che non "puntano in alto", ma contrariamente interrompono l'armonia creata, rafforzata da una discordia, l'antitesi della degradazione evolutiva.
Wells prosegue affermando che sono stati a lungo conosciuti casi isolati di degenerazione, e l'attenzione popolare è stata attirata su di loro al fine di indicare le lezioni morali ben intenzionate, l'errata analogia tra le specie e gli individui impiegati. Solo di recente, tuttavia, è stata sospettata l'enorme importanza della degenerazione come processo plastico in natura e riconosciuta la sua intera parità con l'evoluzione, così esprimendosi, Wells ha accolto con favore questa complicazione nella presunta teleologia del progresso umano.